# Chêne-Pâquier
Chêne-Pâquier is een gemeente en plaats in het Zwitserse kanton Vaud, en maakt deel uit van het district Jura-Nord vaudois.
Chêne-Pâquier telt 98 inwoners.

## Externe link

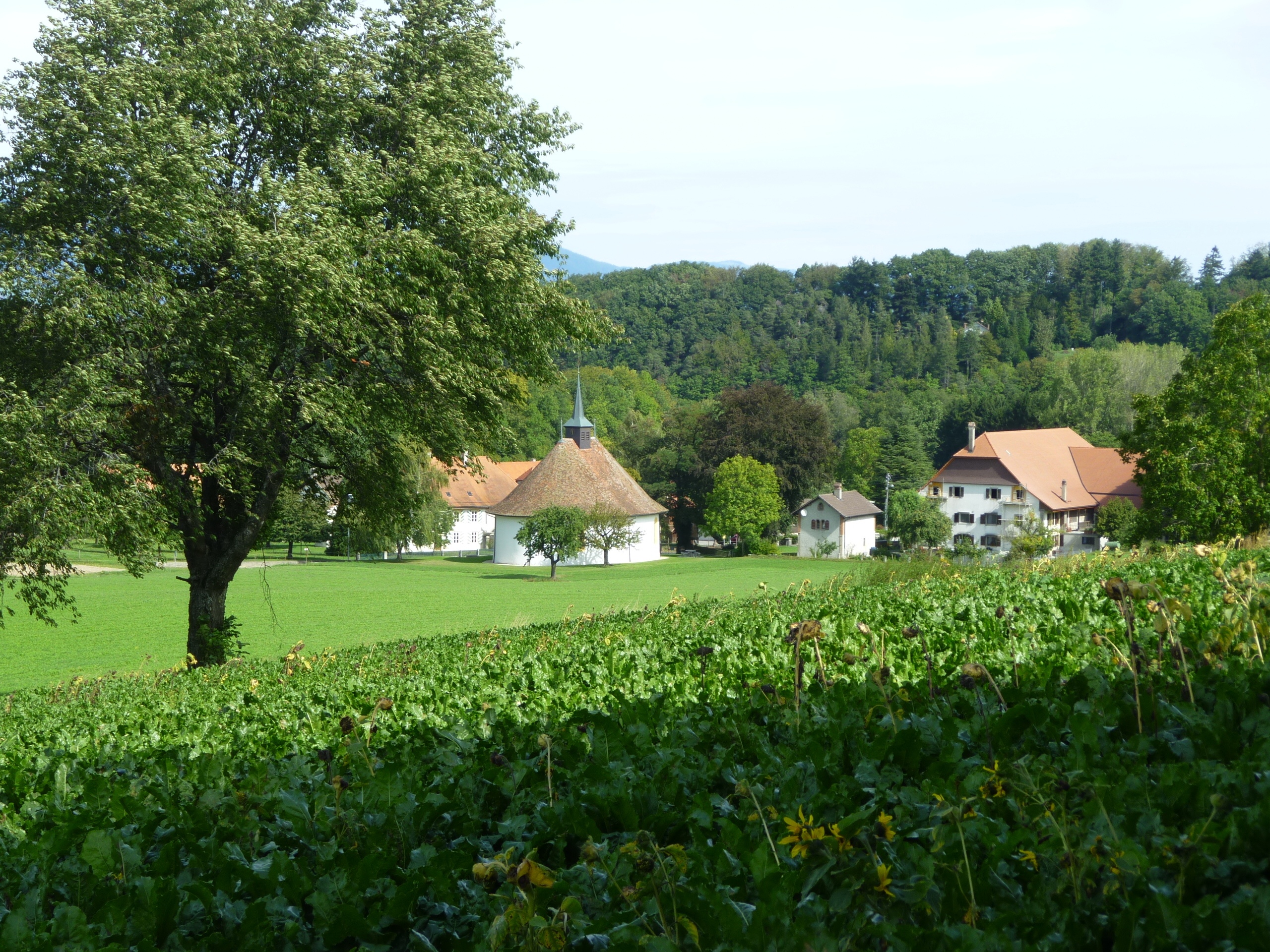
Chêne-Pâquier